# Freudenthal bei Witzenhausen
Freudenthal bei Witzenhausen este o arie protejată (arie specială de conservare — SAC, sit de importanță comunitară — SCI) din Germania întinsă pe o suprafață de 75,85 ha, integral pe uscat.

## Localizare
Centrul sitului Freudenthal bei Witzenhausen este situat la coordonatele 51°21′33″N 9°49′41″E / 51.3592°N 9.8281°E.

## Înființare
Situl Freudenthal bei Witzenhausen a fost declarat sit de importanță comunitară în noiembrie 2004 pentru a proteja 15 specii de animale. Situl a fost protejat și ca arie specială de conservare în martie 2008.

## Biodiversitate
Situată în ecoregiunea continentală, aria protejată conține 3 habitate naturale: Ape puternic oligomezotrofe cu vegetație bentonică cu Chara spp., Lacuri eutrofice naturale cu vegetație de tip Magnopotamion sau Hydrocharition, Păduri aluvionare cu Alnus glutinosa și Fraxinus excelsior (Alno-Padion, Alnion incanae, Salicion albae).
La baza desemnării sitului se află mai multe specii protejate de  păsări (15): lăcar-de-lac (Acrocephalus scirpaceus), fluierar de munte (Actitis hypoleucos), ciocârlie-de-câmp (Alauda arvensis), pescăruș albastru (Alcedo atthis), gâscă cenușie (Anser anser), rața moțată (Aythya fuligula), Gallinula chloropus chloropus, sfrâncioc roșiatic (Lanius collurio), Locustella naevia, gaia neagră (Milvus migrans), gaia roșie (Milvus milvus), cormoran mare (Phalacrocorax carbo carbo), ciocănitoare verzuie (Picus canus), Podiceps cristatus cristatus, silvie de câmp (Sylvia communis).
Pe lângă speciile protejate, pe teritoriul sitului au mai fost identificate 1 specie de păsări, 4 specii de amfibieni, 20 de specii de nevertebrate.